# Altamira do Paraná
Altamira do Paraná este un oraș în Paraná (PR), Brazilia.